# Пьяцца-делла-Чистерна
Пьяцца-делла-Чистерна (итал. Piazza della Cisterna) или Площадь колодца — историческая площадь города Сан-Джиминьяно в Тоскане.

## История
Площадь находится на пересечении двух основных дорог средневекового городка: Дороги франков и древнего маршрута Пиза — Сиена. Вместе с соседней Соборной площадью, Пьяцца делла Чистерна была местом, где происходило развитие города. В то время, как соборная площадь была центром религиозной жизни, на Пьяцца делла Чистерна находился рынок, а также проводились фестивали и турниры. Свой современный облик площадь приняла в эпоху дученто (XIII век) при власти гибеллинов.
Своим именем она обязана подземной цистерне (итал. cisterna) 1287 года. Сверху она закрыта восьмиугольной «крышкой» из травертина, построенной в 1346 году при подеста Гуччо Малавольти, на которой сейчас стоит колодец.

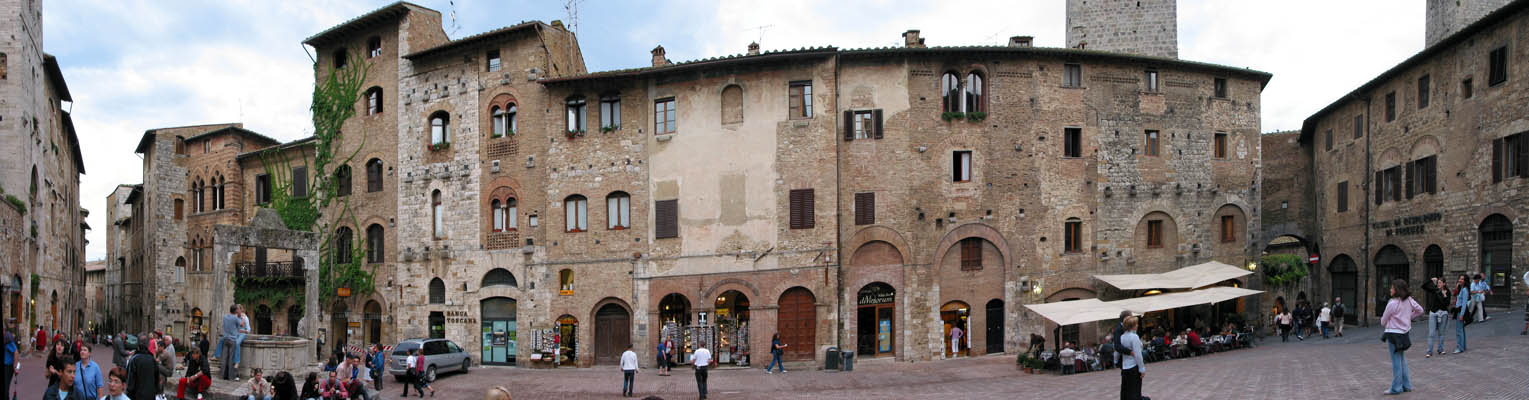
Вид на южную часть площади

## Описание
Площадь имеет форму треугольника; она окружена домами и средневековыми башнями. С соседней соборной площадью её связывает открытый проход. Тротуар вымощен из кирпича ёлочкой и имеет небольшой естественный уклон.
Примерно в центре площади находится живописный колодец, соединяющийся с подземной цистерной, на ступеньках которого постоянно отдыхают туристы.
В юго-западной части площади находится Арка Беччи, древняя дверь первой городской стены эпохи высокого средневековья. С двух сторон дверь окружают две массивные прямоугольные башни: башня Беччи слева и башня Куньянези справа.
Продолжая вправо, самые важные постройки находятся возле колодца: Палаццо Рацци, Каса Сальвестрини (бывшая больница) и Палаццо Тортоли, прилегающие к усечённой баше, принадлежавшей капитану народа. Пройдя поворот на улицу Кастелло, на северной стороне можно увидеть Палаццо Кортези и впечатляющую Башню дьявола, окружённую домами Каттани.
Западная сторона украшена различными башнями, такими как башни-близнецы Ардингелли и башня Палаццо Пеллари.